# Djurgårdens ryttarklubb

Djurgårdens Ryttarklubb grundades år 1965 och knuten till Djurgårdens ridskola som drivs av familjen Lindroth. Djurgårdens ridskola ligger på Djurgården vid Kaknästornet.
Klubben arrangerar årligen en dressyrtävling på nationell nivå, där klasser som FEI Intermédiaire I och FEI Prix S:t Georges brukar ingå. Tävlingen är en av få på den nivån som årligen arrangeras i Stockholms län.
Ryttare som Tinne Vilhelmson, Lisen Bratt Fredricson, Hanchen Ressle, Liane Wachtmeister, Camilla Magnusson och Liv Roosmark  har startat sin karriär i klubben.